# トライデント (ミサイル)

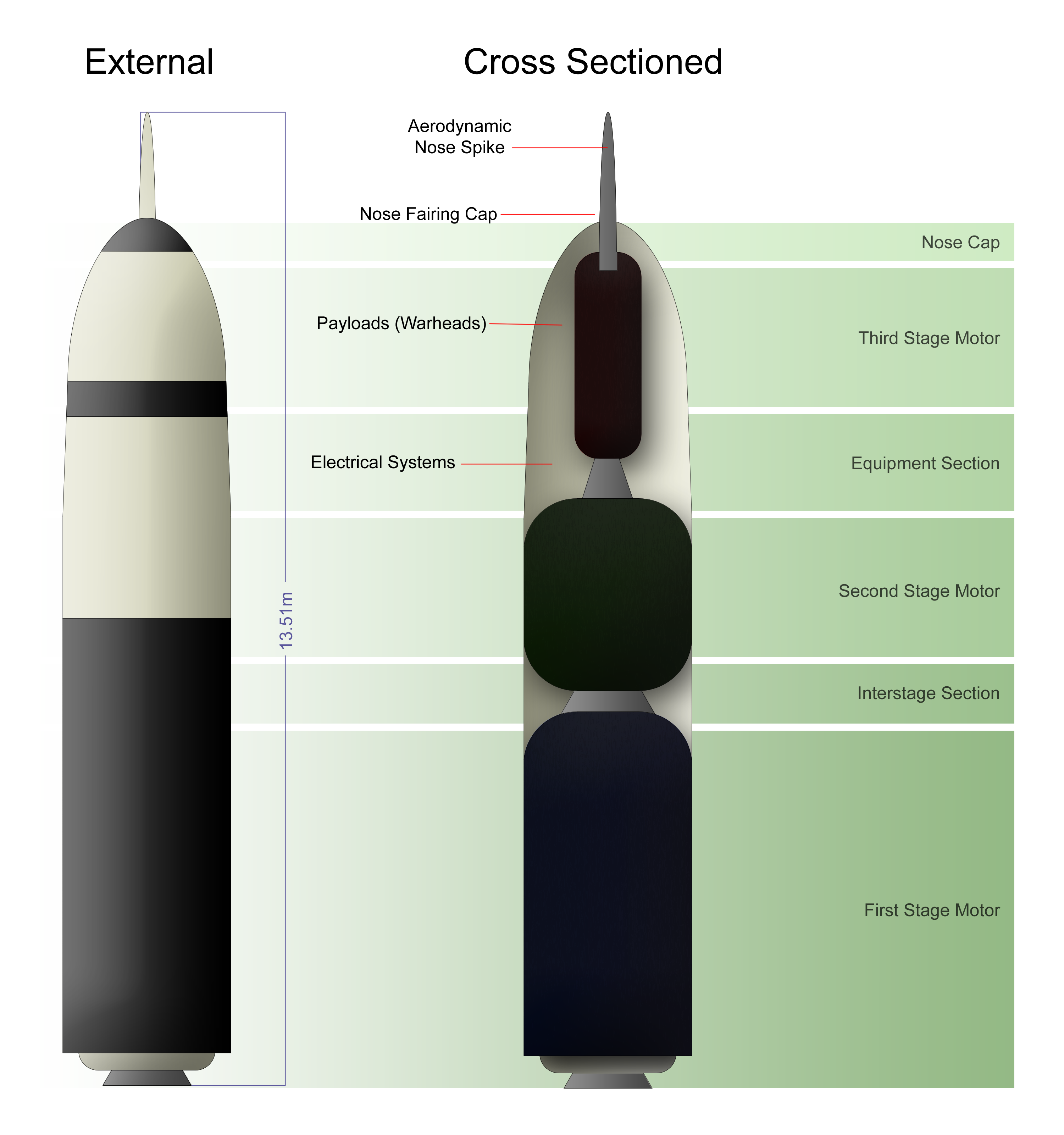
トライデント II D5ミサイルの外見と断面

トライデント（Trident）は、複数個別誘導再突入体（MIRV）付き潜水艦発射弾道ミサイル（SLBM）。アメリカ海軍では艦隊弾道ミサイル（FBM: Fleet Balistic Missile）と呼ばれ、核弾頭を装備し、原子力推進弾道ミサイル潜水艦から発射される。当初の一次契約者かつ開発者はロッキード・マーティン・スペース・システムズ社である。
トライデントはアメリカ海軍で現役の14隻のオハイオ級原子力潜水艦にアメリカ製核弾頭付きで、イギリス海軍では4隻のヴァンガード級原子力潜水艦にイギリス製の核弾頭付きで搭載されている。

## 概要
潜水艦からの発射は海面下で行われる。ミサイルは、17本のチタニウム合金製容器に分割された容器内の炸薬に点火させて、発射管から射出される。爆風のエネルギーは水タンクに導かれ、瞬間的に水を沸騰させて蒸気を発生させる。これによる圧力上昇はミサイルを発射管から射出し、海面へ到達しかつ離脱するに足るだけの運動量を与えることができる。ミサイルは発射管内で窒素によって加圧されており、ミサイルに損傷や荷重を加えたり、不安定化させる海水の浸入を防止している。ミサイルに海面を突破させるため、いくつかの安全メカニズムが備えられており、ミサイルを発射前に非活性化するか、ミサイルを発射の追加フェーズに導く。発射に際して活性化される内蔵運動センサーは、ミサイルが海面を飛び出す前に加速度の減少を検知すると、第1段エンジンに点火する。発射時には、入れ子式に伸縮し空気抵抗を減少させるエアロスパイクが展開され、ブースト段階が始まる。発射から2分以内に第3段モーターが点火され、この時点でミサイルは秒速6000メートル（秒速2万フィート）、すなわち時速2万1600キロメートル（時速1万3600マイル）以上の速度で飛翔している。
ミサイルは、発射後ほんの数分で低高度軌道に到達する。発射母体である潜水艦の航法システムの誤差や装置の較正の不完全さのために飛行中に発生する誘導システムの誤差から慣性航法装置に生じる位置および速度誤差は、天測システムによって修正される。ひとたび天測が完了すると、ミサイルのバス部分は、MIRVを個々の目標へ向けて送り出すようにいくつもの速度ベクトルを実現するように機動する。GPSが何度かテスト時に用いられたが、実戦では使用に堪えないと考えられている。ミサイルの誘導システムはチャールズ・スターク・ドレイパー研究所が開発し、ドレイパーとゼネラル・ダイナミクス・アドヴァンスト・インフォメーション・システムズ（General Dynamics Advanced Information Systems）の共同施設でメンテナンスされている。火器管制システムの開発とメンテナンスは、ゼネラル・ダイナミクス・アドヴァンスト・インフォメーション・システムズによって行われている。
トライデントには、C4（UGM-96A トライデント I）、および、D5（UGM-133A トライデント II）の2つのバリエーションがある。しかし、この2つのミサイルの間には直接的な関係は存在しない。C4はかつて射程延長型ポセイドン （EXPO、Extended Range Poseidon）と呼ばれ、ポセイドン C3 ミサイルの改良版でしかない。しかし、トライデント II (D5) は（C4にも適用されている技術がいくつかあるものの）完全に新規に設計された。C4およびD5という命名は、1960年代のポラリス（A1からA3）とそれに引き続く1971年のポセイドン（C3）の「ファミリー」にトライデントを加えるためのものである。C4・D5 ともに3段固体ロケット推進の慣性誘導ミサイルであり、兵器システムの精度の向上のために天測を用いている。

## 開発

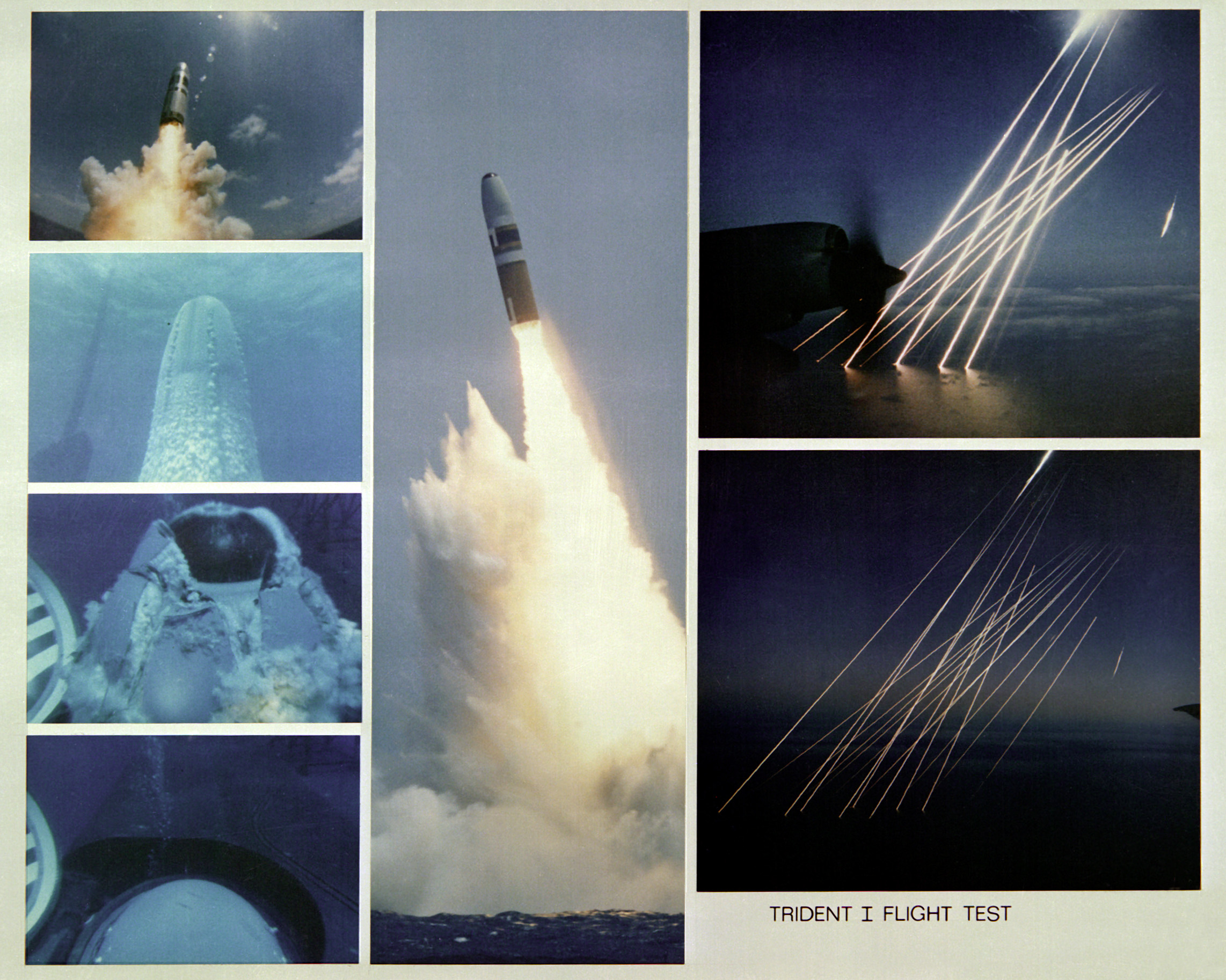
トライデント I ミサイルとその再突入体

トライデント I（トライデントC4）は1979年に配備され、1990年代から2000年代の最初の10年にかけて姿を消した。トライデント Iの目的はポセイドン C3と同等の性能を達成し、潜水艦の生存性を向上するために射程を延長することだった。トライデント II（トライデントD5）の目的は精度を向上させることで、最初に1990年に配備され、2027年まで30年の潜水艦の寿命に合わせて稼動するよう計画された。
ポラリス売却協定（1963年、1982年にトライデント売却のため修正）のもとで、トライデントはイギリスにも供給された。イギリス首相マーガレット・サッチャーは1980年7月10日、アメリカ大統領ジミー・カーターに対し、トライデント I ミサイルの供給を認可するよう要請する書簡を送った。しかしながら、1982年、サッチャーはアメリカ大統領ロナルド・レーガンに対して、アメリカ海軍が導入を推進していたトライデント II システムを英国が入手できるよう要請し、1982年3月に合意に達した。この合意の下、英国は研究開発に5パーセントの負担を負った。

### D5寿命延長プログラム
2002年、アメリカ海軍はD5ミサイルおよびその搭載艦の寿命を2040年まで延長する計画を発表した。このD5寿命延長プログラム（D5 Life Extension Program, D5LEP）は現在進行中である。このプログラムの主要な狙いは、商用オフザシェルフ（COTS）を用いることにより、最小のコストで寿命の尽きた部品を交換することである。2007年、ロッキード・マーティンは8億4800万ドルでこのプログラムおよび関連作業を実施する契約を獲得した。この契約にはミサイルの再突入システムのアップグレードが含まれている。同日に、ドレイパー研究所（Draper Labs）は3億1800万ドルで誘導システムをアップグレードする契約を獲得した。このとき、イギリス首相トニー・ブレアは、決定に先立って議会で十分に議論されるべきだとしたと述べたとされる。ブレアは、2006年12月4日にトライデント・システム置換のための計画の概略を明らかにし、イギリス海軍次期弾道ミサイル潜水艦プログラムにより新たな弾道ミサイル潜水艦を建造して現存するトライデント・ミサイルを搭載させるとともに、D5寿命延長プログラムに加わりミサイルを一新するものとした。このプログラムの総コストは2011年には395億4600万ドルに達し、ミサイル1基につき7000万ドルのコストを要している。

## トライデントI
トライデントI（またはトライデントC4）はポセイドンC3の後継として開発された。制式名称UGM-96A。

### 開発の経緯
ポセイドンC3はSLBMとしてはじめて個別誘導の多弾頭 (MIRV) を実用化したが、その代わり射程は要求を満たすものではなかったためトライデントC4は射程延長を最重要項目とし、1971年頃より開発が開始された。初の試射は1977年、部隊配備は1979年から開始された。

### 性能と特徴
トライデントC4は射程延長が最重要ではあったが、ラファイエット級などのポセイドンC3を使用している戦略ミサイル原潜への搭載が考慮されていたため、弾体の大型化による射程延伸を図ることはできなかった。
そのため燃料搭載量を増加して射程延伸を図ることになり、対策として弾頭数をポセイドンC3の14発からC4では8発に削減した。
代わりに弾頭をポセイドンC3で搭載していた核出力50 ktのW68から核出力100 ktのW76に変更することにより威力を確保している。
またポセイドンC3では1段目と2段目が燃え尽きる寸前、所定の速度に達した時点でガスを前方に噴出し、速度の増加を防いでいた。
これはロケットモーターの微妙な推力の違いによる、速度のばらつきを抑えるための処置であったが、トライデントC4では完全に燃え尽きるまで使用することとした。
ロケット自体もポセイドンC3から1段増やし3段（制御用を含めると4段）とした。
こうした改良により燃料搭載量を増やし、1500km程度の射程延伸をすることができた。
その他にトライデントC4では、発射後ミサイル頭部からエアロスパイクと呼ばれる突起が出ることにより、ブースト段階での空気抵抗を減らし射程の延伸に一役買っている。

### 要目
- 全長：10.36 m
- 直径：1.88 m
- 発射重量：33,113 kg
- 弾頭：W76（100 kt）搭載Mk4再突入体
- 弾頭数：最大8発
- 射程：4,000海里（約7,400 km）以上
- 誘導方式：慣性+天測航法
- 推進方式：3段式固体燃料ロケット
- CEP：380 m

## トライデントII
トライデントII（またはトライデントD5）はトライデントC4を大型化することにより射程の更なる増加を狙うとともに命中精度の上昇も考慮し開発された。制式名称はUGM-133A。

### 開発の経緯
トライデントC4は射程が重要視されていたものの、サイズに制限があったためICBMに比べれば若干劣る面があった。トライデントD5ではサイズの制限を緩めることによりICBM並みの射程と同時に命中率の向上も目指した。トライデントC4改良型の構想自体は1970年代からもあったが、空軍のMX開発計画との絡みもあり実用化は遅れ、部隊配備開始は1990年のことである。

### 性能と特徴
トライデントD5は基本的形状はほぼトライデントC4と同様だが、重量は倍近くになっている。弾頭数もトライデントC4では最大8発だったのに対し、トライデントD5はポセイドンC3と同じ14発になっている。
弾頭の威力も増加しており、トライデントC4では核出力100 ktのW76だったのに対し、トライデントD5では核出力475 ktのW88を搭載可能となっている。
ただし、実際に搭載する弾頭数は第一次戦略兵器削減条約（START I）により8発、モスクワ条約により4または5発に制限されている。
トライデントD5は大型化により射程がトライデントC4の約1.5倍の約6,000海里（約11,000km）となり、アメリカが保有するICBMで一番射程の長いミニットマンIIIより1割短い程度となっており、太平洋・大西洋・インド洋のほぼどこからでも旧ソ連圏を射程に収めることができる。
CEPは90m前後と言われている。この数字はICBMで最高クラスの命中精度を誇るピースキーパーとほぼ同等の値であり、
この高精度により報復攻撃として都市を攻撃するだけでなく、先制攻撃として敵ICBMサイロを攻撃することも可能である。
さらにGPSを併用して命中精度を高める計画もあり、実際の実験も行われたが、現在のところ実用化はされていない。

### 搭載艦
トライデントD5はアメリカの戦略ミサイル原潜ではオハイオ級の9番艦以降に装備されたが、5番艦～8番艦も改修を行ない近い将来に搭載が予定されている。
またトライデントD5はアメリカのオハイオ級のみではなくイギリスのヴァンガード級にも搭載されている。ただしヴァンガード級に搭載されているトライデントD5の核弾頭はイギリス国産となっている。

### 要目
- 全長：13.41 m
- 直径：2.11 m
- 発射重量：58,968 kg
- 弾頭：W76（核出力100 kt）搭載Mk4再突入体またはW88（核出力475 kt）搭載Mk5再突入体
- 弾頭数：最大14発
- 射程（公表値）：4,000海里（約7,400 km）以上
- 射程（推定値）：6,000海里（約11,112 km）以上
- 誘導方式：慣性+天測
- 推進方式：3段式固体燃料ロケット
- CEP：90 ～ 120 m

## 通常弾頭型トライデント
2006年、国防総省は、トライデント通常弾頭改修プログラムを発案した。これは戦略的なオプションを多角化させるためのもので、迅速なグローバル打撃と通称される、世界規模の迅速打撃能力を開発するための非常に長期的な戦略の一環である。
5億300万ドルのプログラムにより、既存のトライデント II（おそらく潜水艦1隻あたり2基）を通常弾頭付きに転換し、10メートル級の突入精度を実現するGPSによる航法更新および再突入体誘導・制御（投射体）を備えたMk.4改再突入体を搭載する。爆発物は搭載されないとされ、それというのも再突入体の質量および超音速での衝突速度が十分な機械的エネルギーと「効果」をもたらすからである。通常弾頭の第2のバージョンは破片弾頭型で、数千本のタングステン製のロッドを散布し、3000平方フィート（約280平方メートル）の領域を跡形なく粉砕する。これにより、警告時間および飛翔時間ほとんどなしでの精密な通常弾頭による攻撃が見込まれるようになる。
通常弾頭型弾道ミサイルにより第一に不利益をこうむるのは、レーダー警戒システムで、核弾頭型弾道ミサイルを識別することがほとんど不可能になる。これにより、他の核保有国が核攻撃と誤解して報復攻撃を誘発する可能性が生じうる。何よりも、このプロジェクトはアメリカ議会における2007会計年度の予算審議に先立って、国際的にも深刻な議論を引き起こした。ロシア大統領ウラジーミル・プーチンは、この計画が何よりも偶発的な核戦争発生の危険を増大させるであろうと警告した。「このようなミサイルの発射は…戦略核戦力を用いた全面的な報復攻撃を誘発してしまう」とプーチンは述べている。

## 運用国および搭載潜水艦
- アメリカ海軍

  - テネシー（USS Tennessee,, SSBN-734）
  - ペンシルベニア（USS Pennsylvania,, SSBN-735）
  - ウェストバージニア（USS West Virginia,, SSBN-736）
  - ケンタッキー（USS Kentucky,, SSBN-737）
  - メリーランド（USS Maryland,, SSBN-738）
  - ネブラスカ（USS Nebraska,, SSBN-739）
  - ロードアイランド（USS Rhode Island,, SSBN-740）
  - メイン（USS Maine,, SSBN-741）
  - ワイオミング（USS Wyoming,, SSBN-742）
  - ルイジアナ（USS Louisiana,, SSBN-743）

- イギリス海軍
  - ヴァンガード（HMS Vanguard, S28）
  - ヴェンジャンス（HMS Vengeance, S31）
  - ヴィクトリアス（HMS Victorious, S29）
  - ヴィジラント（HMS Vigilant, S30）